# 칠성장어류
칠성장어류(Hyperoartia)는 칠성장어와 그 외 멸종된 턱이 없는 물고기 무리이다. 현재 유일하게 존재하고 있는 목은 칠성장어목이다. 나머지 칠성장어류에 속하는 생물들은 고생대 후기에 멸종되었을 것으로 추정하고 있다. 이 무리에 속하는 생물들은 고생대 초기에 나타났을 것으로 짐작하고 있다. 전세계적으로는 38종이 알려져 있으며, 7종이 절멸종으로 기록되어 있다.

## 하위 분류
- † Jamoytius
- † Endeiolepis
- † Euphanerops
- 칠성장어목 (Petromyzontiformes)
  - 주머니칠성장어과 (Geotriidae)
  - 모르다키아과 (Mordaciidae)
  - 칠성장어과 (Petromyzontidae)
  - † Mayomyzontidae